# Tribe's reunion
Tribe's ReUnion è un album live della band rock italiana dei Gang, pubblicato nel 2010 ed è la registrazione del concerto 28 febbraio 2009 all'Extra Club di Recanati (AN), una reunion in occasione del 25º anniversario dalla pubblicazione del primo album dei Gang Tribes' Union. Il disco dal vivo contiene i brani originali dei primi tre album, quelli in inglese, e tre cover: Nobodys hero degli Stiff Little Fingers, Garageland dei Clash e I Fought the Law di Sonny Curtis.

## Tracce
1. Rumble Beat
2. Night In Chains
3. War In The City
4. Killed In Action
5. Libre El Salvador
6. Badlands
7. Forever And Ever
8. Song Of Prisoner
9. Warrior Poet
10. Not For Sale
11. Nobody's hero (Stiff Little Fingers)
12. Garageland (Clash)
13. I Fought the Law (Sonny Curtis)

## Componenti
- Marino Severini "Red" - Voce, chitarra
- Sandro Severini "Johnny Guitar" - Chitarra elettrica
- Gugo Pathcanka dei Malavida - Basso
- Bum Bum - Batteria